# Scapheremaeus arboreus
Scapheremaeus arboreus är en kvalsterart som beskrevs av Corpuz-Raros 1979. Scapheremaeus arboreus ingår i släktet Scapheremaeus och familjen Cymbaeremaeidae. Inga underarter finns listade i Catalogue of Life.